# بایرام (داغستان)
بایرام (به لاتین: Bayram) یک منطقهٔ مسکونی در روسیه است که در داغستان واقع شده‌است.